# Montecarlo rosso
Il Montecarlo rosso è un vino DOC la cui produzione è consentita nella provincia di Lucca.

## Caratteristiche organolettiche
- colore: rosso rubino tendente al granato con l'invecchiamento.
- odore: vinoso, intenso, caratteristico, etereo nei vini invecchiati.
- sapore: asciutto, sapido, vellutato con l'invecchiamento.

## Abbinamenti consigliati
Pasta e ceci

## Produzione
Provincia, stagione, volume in ettolitri
- Lucca  (1990/91)  2544,14
- Lucca  (1991/92)  2060,59
- Lucca  (1992/93)  2445,03
- Lucca  (1993/94)  2694,65
- Lucca  (1994/95)  2075,68
- Lucca  (1995/96)  1948,73
- Lucca  (1996/97)  2474,05